# Путалібазар
Путалібазар (непальська. पुतलीबजार) — місто і муніципалітет в центральній частині Непалу. Адміністративний центр району Сьянгджа, що входить в зону Гандакі Західного регіону країни. Розташоване на березі річки Андхой-Кхола, приблизно в 25 км на північний захід від міста Покхара.
Населення міста за даними перепису 2011 року становить 30 704 особи, з них 13 549 чоловіків і 17 155 жінок.
| Непал | Це незавершена стаття з географії Непалу. Ви можете допомогти проєкту, виправивши або дописавши її. |